# Wisław Zabawa
Wisław Zabawa of Wisław van Kościelec (overleden op 14 maart 1242) was de 19e bisschop van Krakau.

## Biografie
Hij werd in de Poolse adellijke Zabawa familie, clan Zabawa, geboren. Zijn familie was vanuit Pommeren naar Krakau geëmigreerd. Wisław Zabawa werd na de dood van bisschop Iwo Odrowąż in 1229 door Hendrik I van Polen genomineerd voor het bisschopsambt. Als bisschop stichtte Wisław Zabawa een Romaanse kerk in zijn geboortedorp Kościelec. Ook bracht hij in 1234 de cisterciënzers naar Ludźmierz, waarna de bisschop de orde in 1239 naar Szczyrzyc verplaatste. Wisław Zabawa verleende toestemming aan de franciscanen om hun eerste klooster in Krakau te stichtten. Hij overleefde de Tataren-invasie van 1241.

## Gestichte bouwwerken

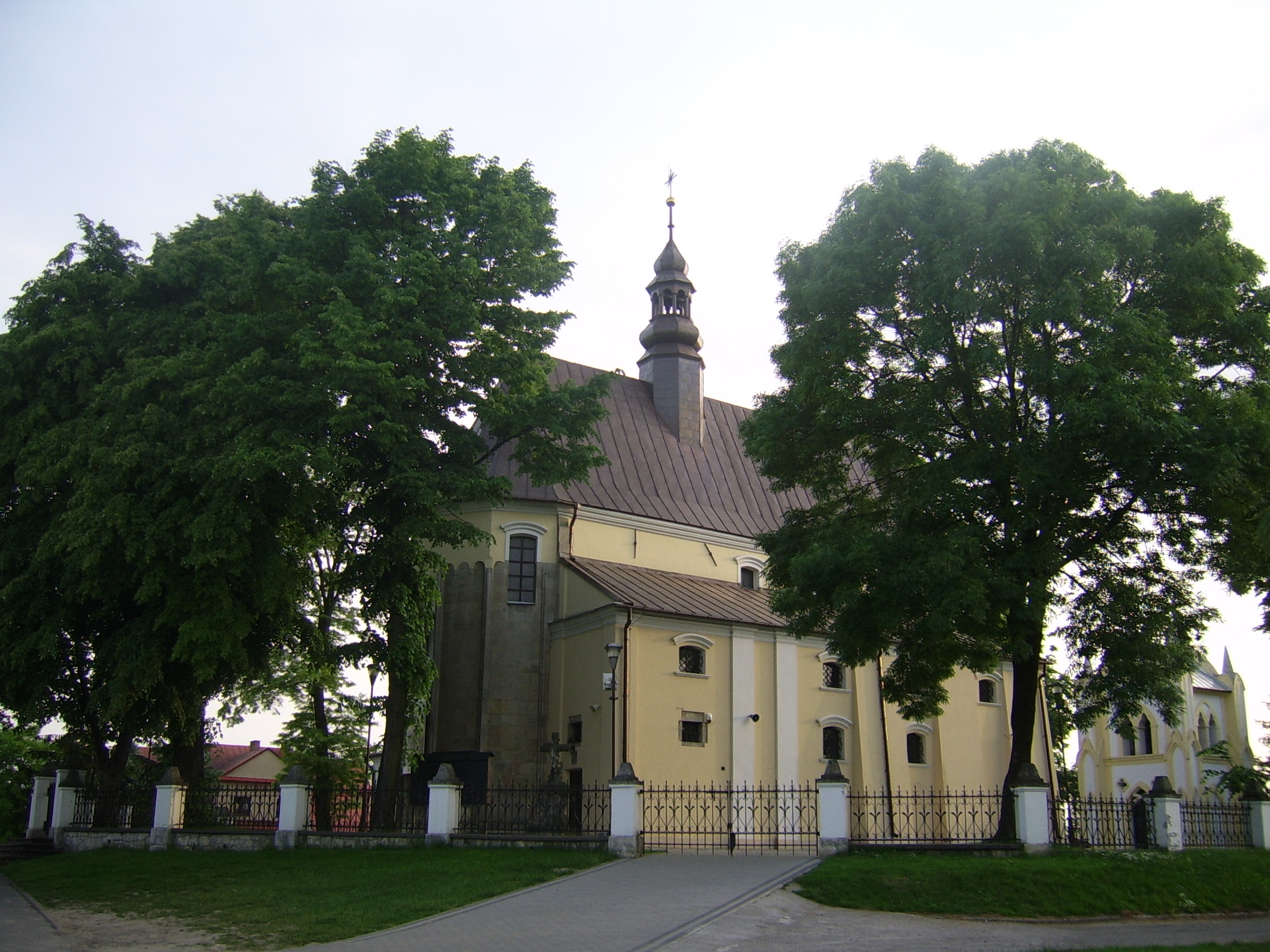
Kerk van Kościelec.